# Antonio Panciera
Antonio Panciera (ur. ok. 1350 w Portogruaro, zm. 3 lipca 1431 w Rzymie) – włoski kardynał.

## Życiorys
Urodził się ok. 1350 roku w Portogruaro, jako syn Antonia Panciery seniora. Studiował na Uniwersytecie Padewskim, gdzie uzyskał doktorat z prawa. Po studiach udał się do Rzymu, wraz z Bonaventurą Badoerem i został kanonikiem kapituł w Akwilei i Cividale. Był sekretarzem Bonifacego IX i w tym samym czasie zaprzyjaźnił się z Baldassare Cossą. 12 lipca 1392 roku został wybrany biskupem Concordia Sagittaria. Władanie diecezją objął rok później. 27 lutego 1402 roku został mianowany patriarchą Akwilei. Jego przeciwnicy często zwracali się do Bonifacego IX, Innocentego VII i Grzegorza XII o odwołanie Panciery. Kiedy odmówił podporządkowaniu się rozkazowi Grzegorza XII, papież odwołał go z funkcji patriarchy w 1408 roku i rok później powołał Antonia da Ponte. Pancieri sprzeciwił się tej decyzji i zwrócił się o poparcie do uczestników soboru pizańskiego, którzy przywrócili go na stanowisko. Antypapież Jan XXIII postanowił wynieść Pancierę do godności kardynalskiej i pozwolić kapitule wybrać kandydata niemieckiego – Ludwiga von Tecka. 6 czerwca 1411 roku Panciera został kreowany kardynałem prezbiterem i otrzymał kościół tytularny S. Susanna. Trzy lata później udał się na obrady soboru konstancjańskiego, gdzie był jednym z głównych uczestników i przeciwników Grzegorza XII. W latach 1419–1420 był administratorem apostolskim diecezji Satriano, a od 1420 – diecezji suburbikarnej Frascati. 14 marca 1431 roku został podniesiony do rangi kardynała biskupa, zachowując dotychczasowy tytuł biskupa Frascati. W 1425 roku papież wyraził zgodę na jego przeniesienie do diecezji Concordia, jednak nie doszło ono do skutku. Pełnił rolę protoprezbitera oraz kamerlinga Kolegium Kardynałów. Zmarł 3 lipca 1431 roku w Rzymie.